# Compressor de ar

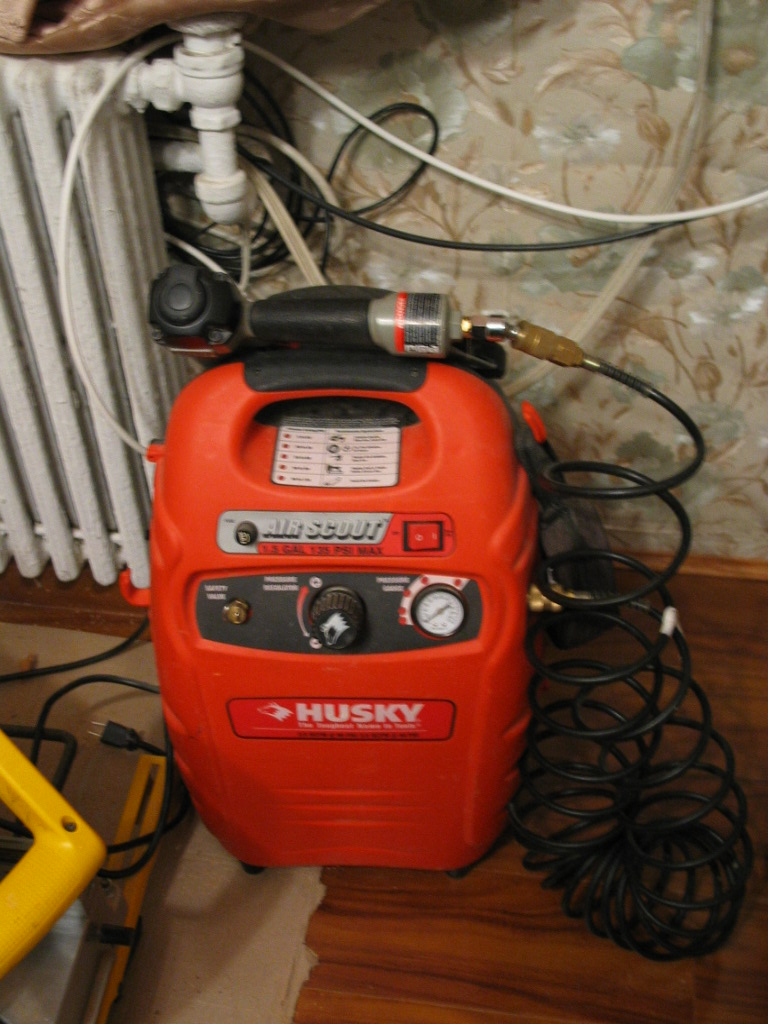
Compressor para carregar armas de paintball.

Um compressor de ar é um compressor que trabalha exclusivamente com ar. Sua característica básica é de converter movimentos mecânicos gerados por energia elétrica, ou eventualmente, alguma outra forma de energia como motores a diesel e gasolina em ar comprimido. Existem diversos tipos de compressores de ar, cada um com seus propósito de utilidade.

## Tipos

### Volumétricos (Rotativos)
Esse tipo de compressor possui dois rotores em forma de parafusos que giram em sentido contrario, mantendo entre si uma condição de engrenamento. A conexão do compressor com o sistema se faz através das aberturas de sucção e descarga, diametralmente opostas: O gás penetra pela abertura de sucção e ocupa os intervalos entre os filetes dos rotores. A partir do momento em que há o engrenamento de um determinado filete, o gás nele contido fica encerrado entre o rotor e as paredes da carcaça. A rotação faz então com que o ponto de engrenamento vá se deslocando para a frente, reduzindo o espaço disponível para o gás e provocando a sua compressão. Finalmente, é alcançada a abertura de descarga, e o gás é liberado. De acordo com o tipo de acesso ao seu interior, os compressores podem ser classificados em herméticos, semi-herméticos ou abertos. A categoria dos compressores de parafuso pode também ser sub-dividida em compressores de parafuso duplo e simples. Os compressores de parafuso podem também ser classificados de acordo com o número de estágios de compressão, com um ou dois estágios de compressão (sistemas compound)

### Centrífugas (Dinâmicos)
São compressores onde o ar é comprimido através de força centrífuga. São compressores que tem um alto rendimento só usados em grandes indústrias. A admissão é feita por um impeler com a medida de mais ou menos 100 mm com um motor elétrico de no mínimo 500 CV que gera 2000 pes nesse caso. hermético são  compressor de um pistao fechado hermeticamente só para circulação de sistema de gás, silenciosos utilizados em geladeiras e freezers.

## Utilização
Compressores de alta capacidade, geralmente possuem três pistões e são usado em grandes sistemas pneumáticos de fábricas e oficinas. São os mais potentes da categoria. Compressores de média capacidade, são utilizados em sistema de freios de trens e ônibus, oficinas mecânicas, borracharias e onde necessita-se de uma boa compressão. Geradores de baixa capacidade, são utilizados em aerografia, clínicas de dentistas e enchimento de infláveis em geral.